# Konjaku-hyakki-shūi
Konjaku-hyakki-shūi (jap. 今昔百鬼拾遺; „Zbiór uzupełniający stu demonów obecnych i dawnych”) – trzeci zbiór ilustracji stanowiący katalog zjaw, duchów, demonów, straszydeł itp. (ogólna ich nazwa jap.: yōkai) autorstwa Sekiena Toriyamy, który ukazał się w 1781 roku. Poprzednie dwa zbiory zatytułowane były Gazu-hyakki-yakō (1776 r.) oraz Konjaku-gazu-zoku-hyakki (1779 r.)
Zbiór demonów został podzielony na trzy części: „Chmura” (jap. 雲 Kumo), „Mgła” (jap. 霧 Kiri) i „Deszcz” (jap. 雨 Ame).

## Chmura

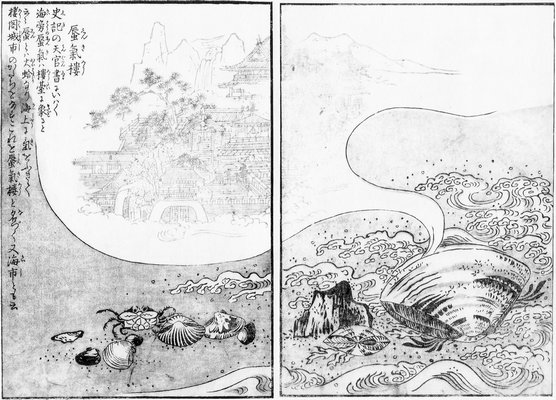
Shinkirō (jap. 蜃気楼)
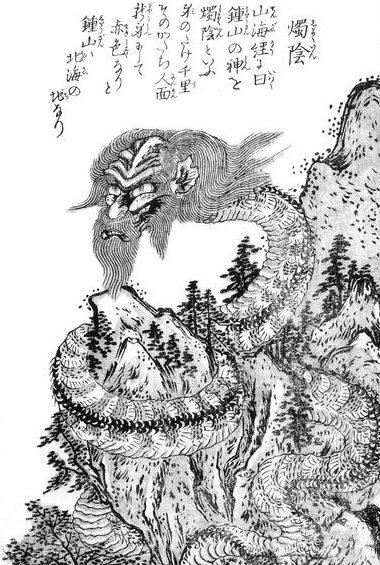
Shokuin (jap. 燭陰)
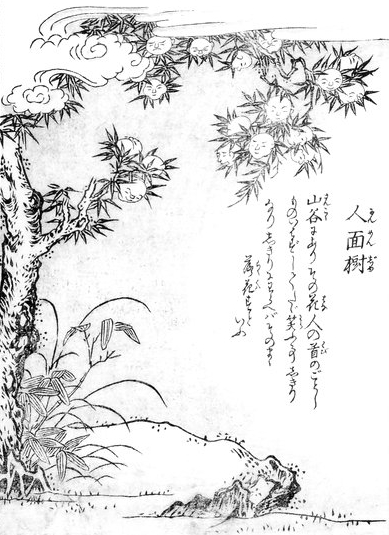
Ninmenju (jap. 人面樹)
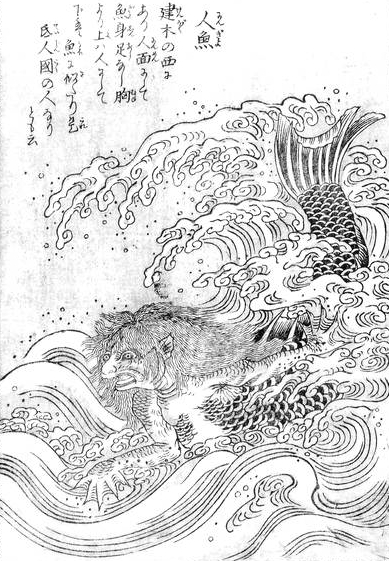
Ningyo (jap. 人魚)
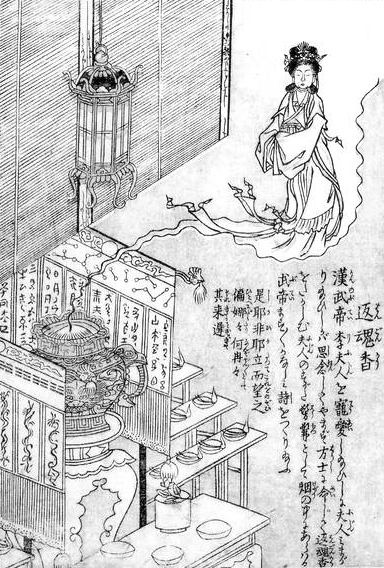
Hangonkō (jap. 返魂香, 反魂香)
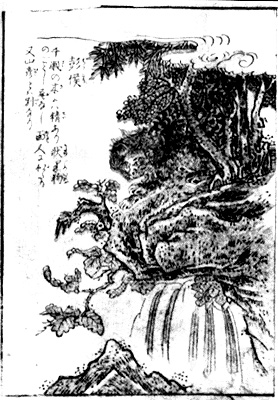
Hōkō (jap. 彭侯)
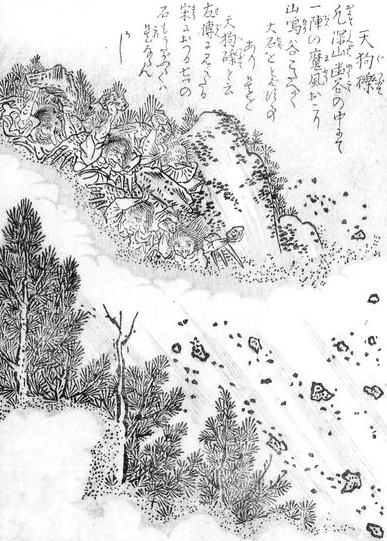
Tengutsubute (jap. 天狗礫)
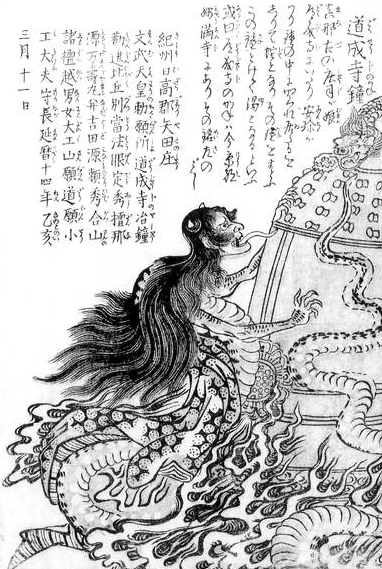
Dōjōjinokane (jap. 道成寺鐘)
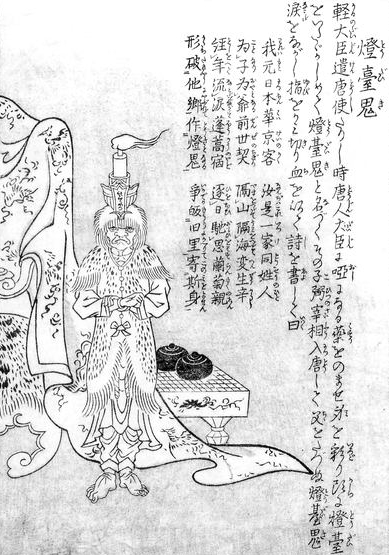
Tōdaiki (jap. 灯台鬼)
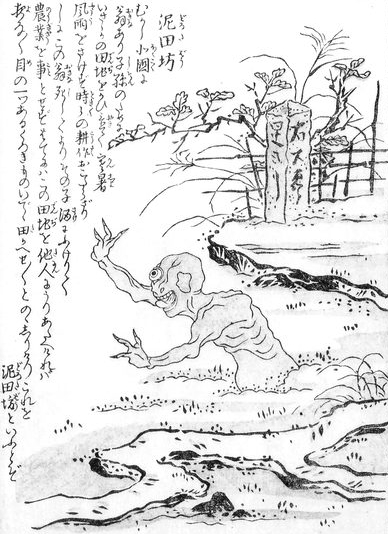
Dorotabō (jap. 泥田坊)
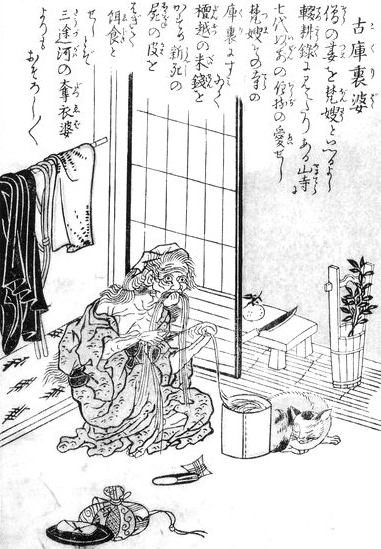
Kokuribaba (jap. 古庫裏婆)
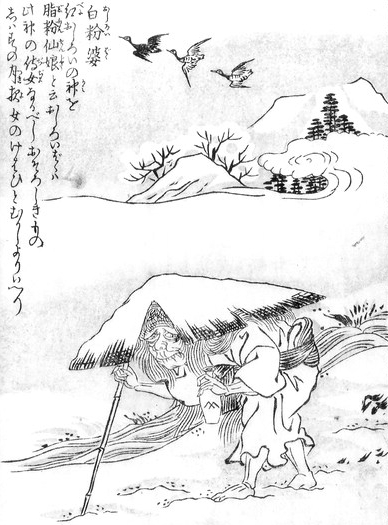
Oshiroibaba (jap. 白粉婆)
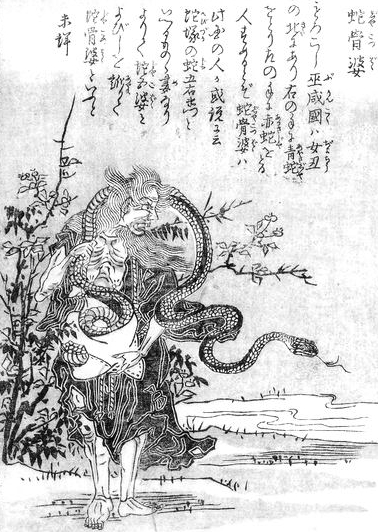
Jakotsubaba (jap. 蛇骨婆)
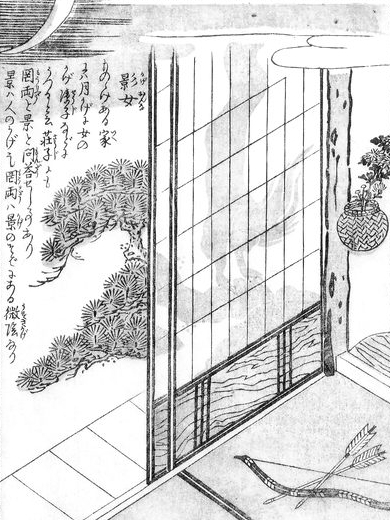
Kage-onna (jap. 影女)
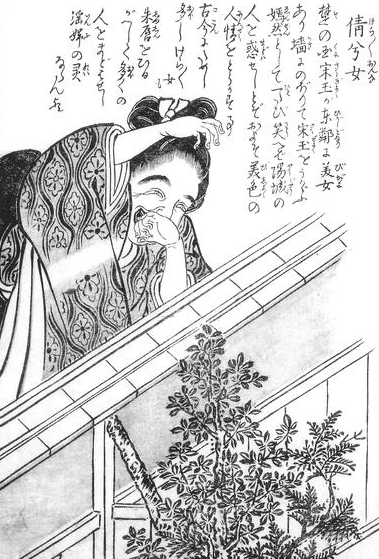
Kerakera-onna (jap. 倩兮女, けらけら女)
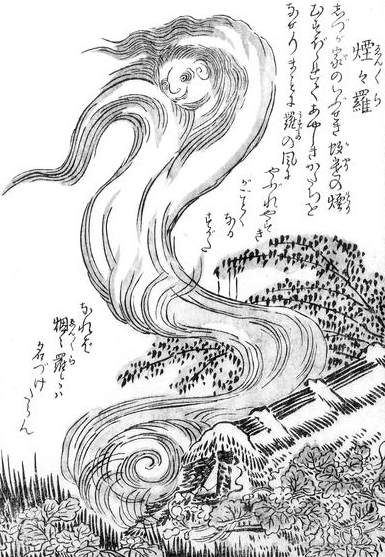
Enenra (jap. 烟々羅)

## Mgła

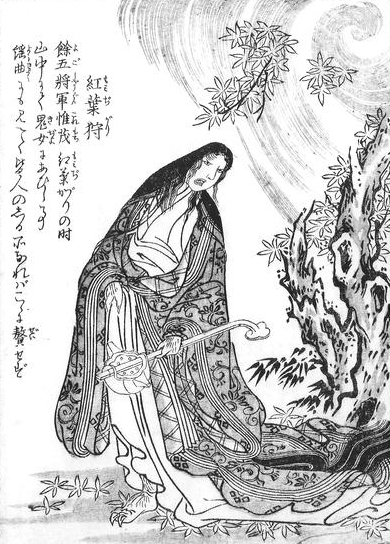
Momijigari (jap. 紅葉狩)
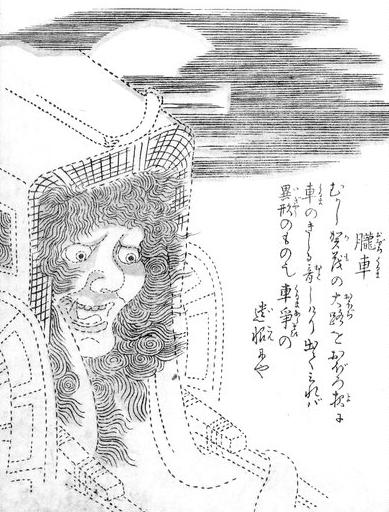
Oboro-guruma (jap. 朧車)
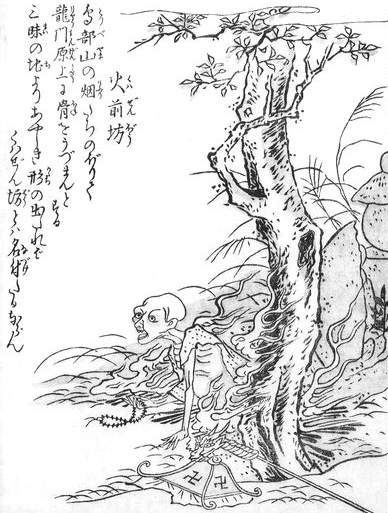
Kazenbō (jap. 火前坊)
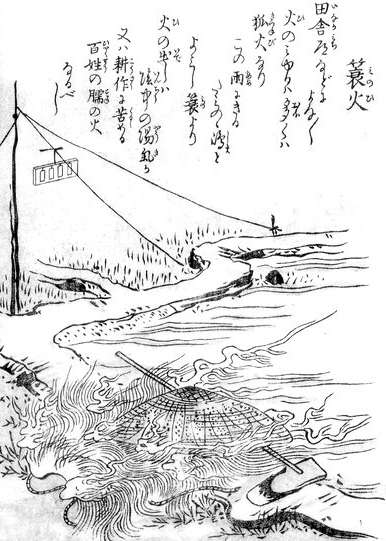
Minobi (jap. 蓑火)
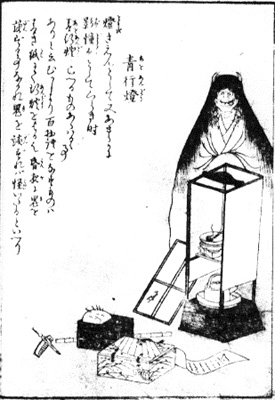
Aoandon (jap. 青行燈)
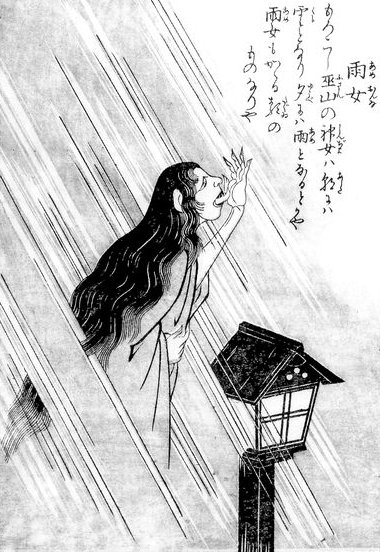
Ame-onna (jap. 雨女)
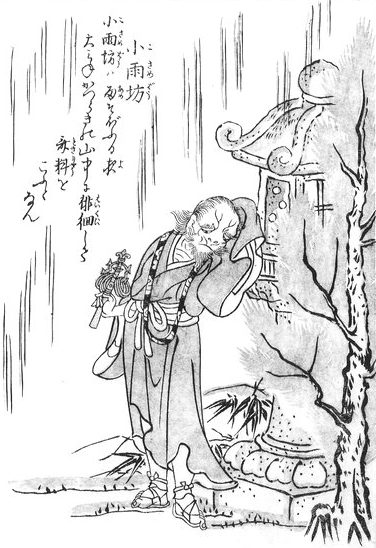
Kosame-bō (jap. 小雨坊)
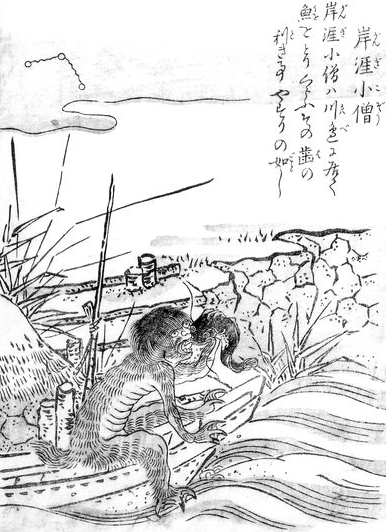
Gangi-kozō (jap. 岸涯小僧)
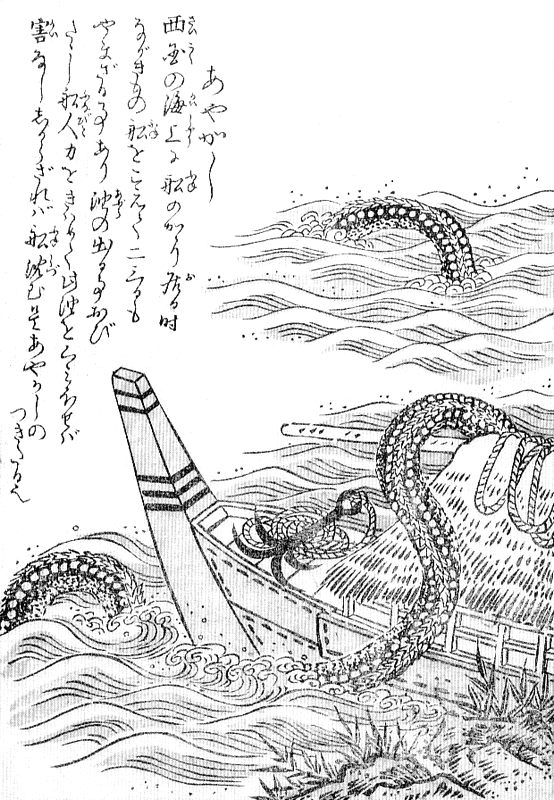
Ayakashi (jap. あやかし)
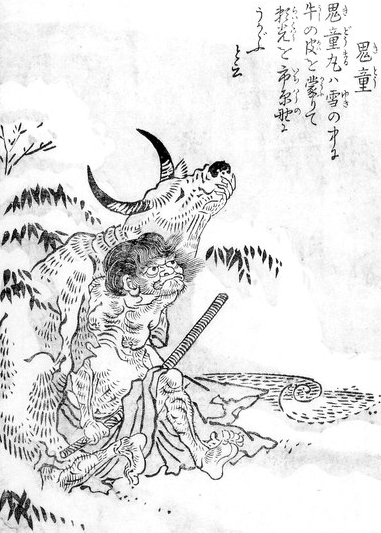
Kidō (jap. 鬼童)
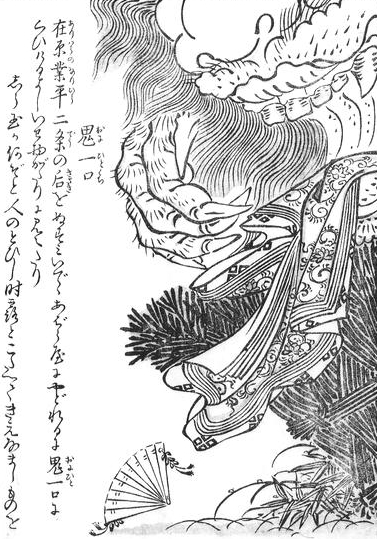
Onihitokuchi (jap. 鬼一口)
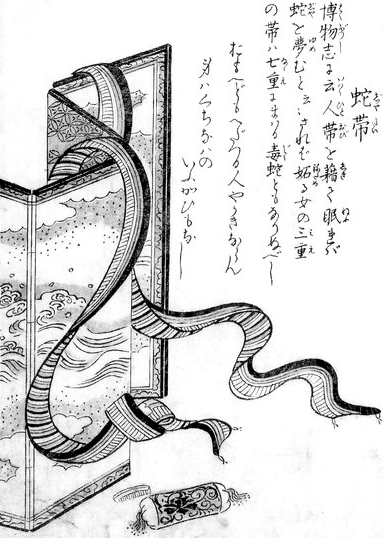
Jatai (jap. 蛇帯)
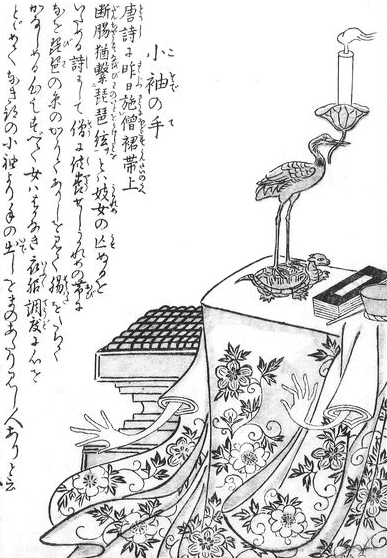
Kosodenote (jap. 小袖の手)
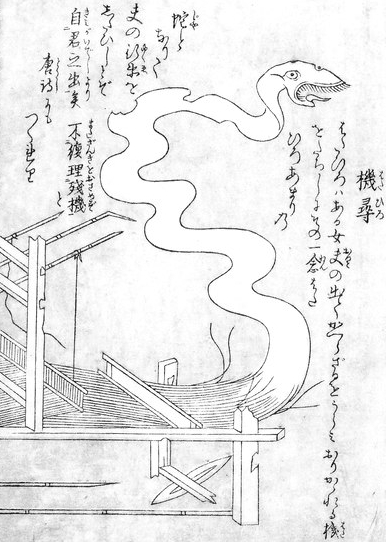
Hatahiro (jap. 機尋)
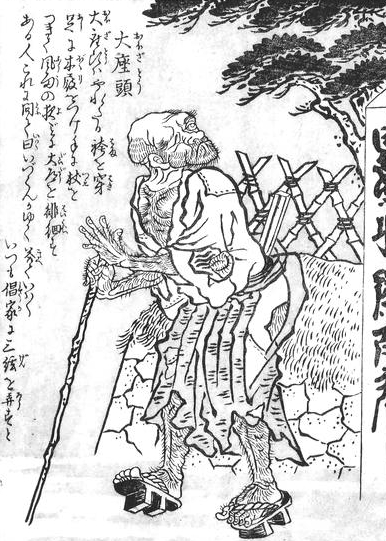
Ōzatō (jap. 大座頭)
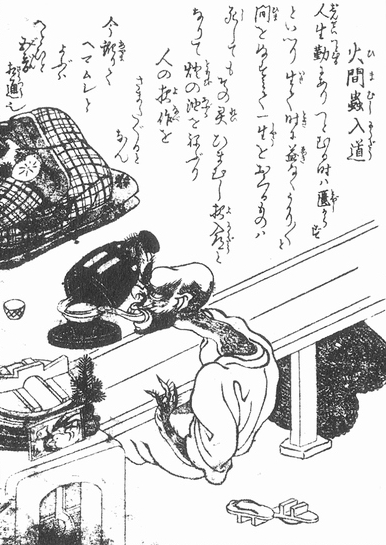
Himamushi-nyūdō (jap. 火間虫入道)
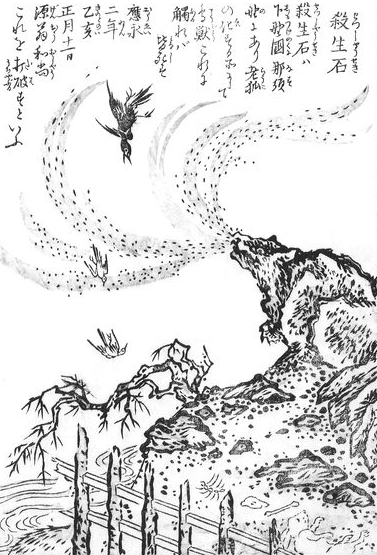
Sesshō-seki (jap. 殺生石)
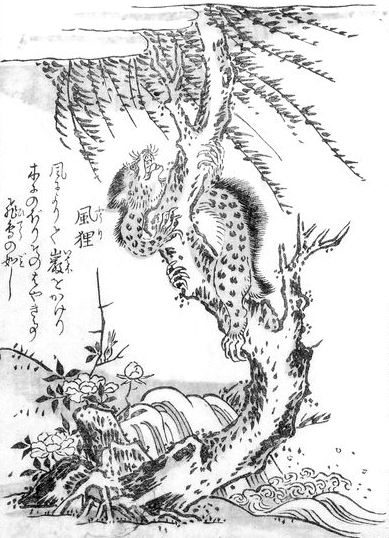
Fūri (jap. 風狸)
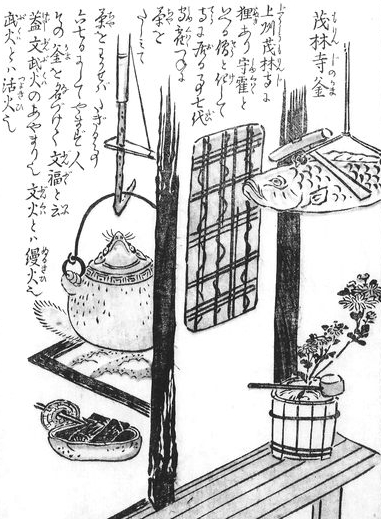
Morinji-no-kama (jap. 茂林寺釜)

## Deszcz

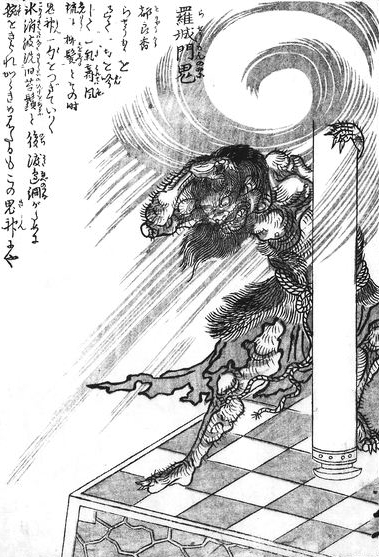
Rashōmon-no-oni (jap. 羅城門鬼)
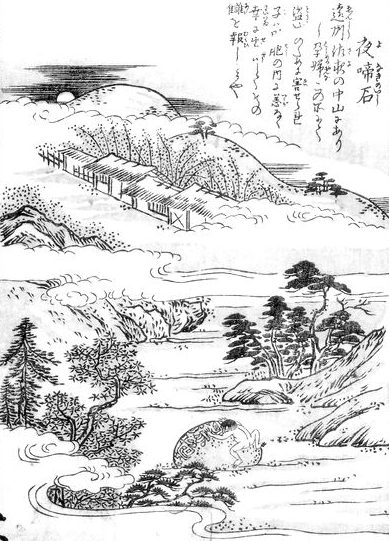
Yonaki-no-ishi (jap. 夜啼石)
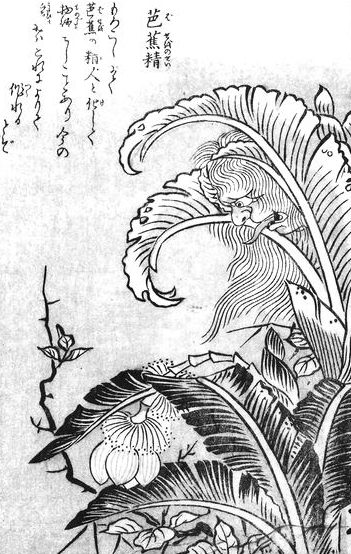
Bashō-no-sei (jap. 芭蕉精)
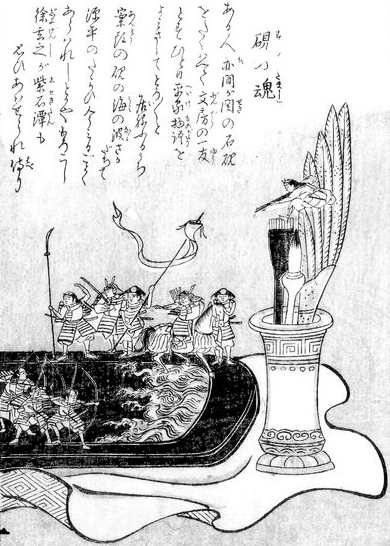
Suzuri-no-tamashii (jap. 硯の魂)
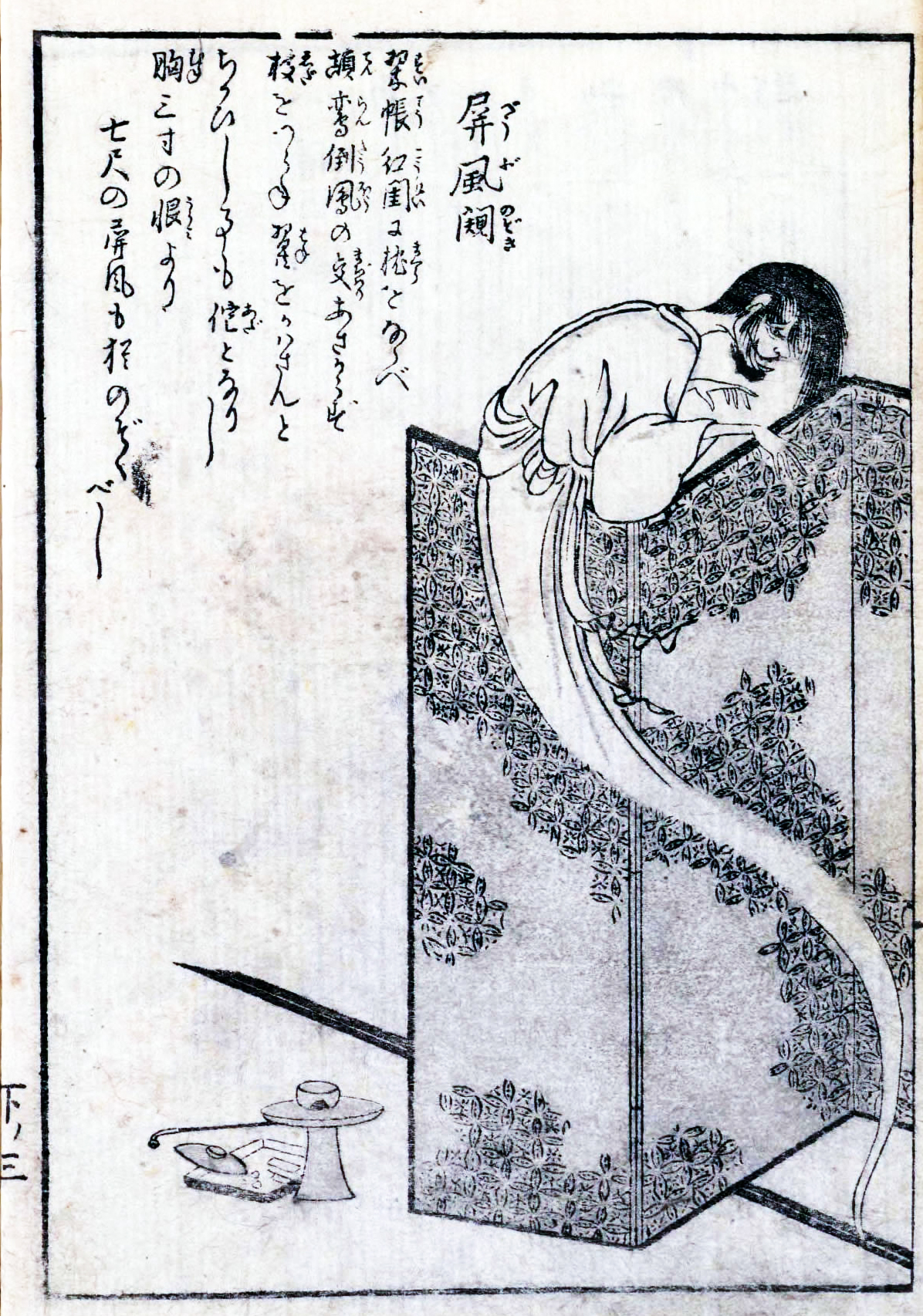
Byōbu-nozoki (jap. 屏風覗)
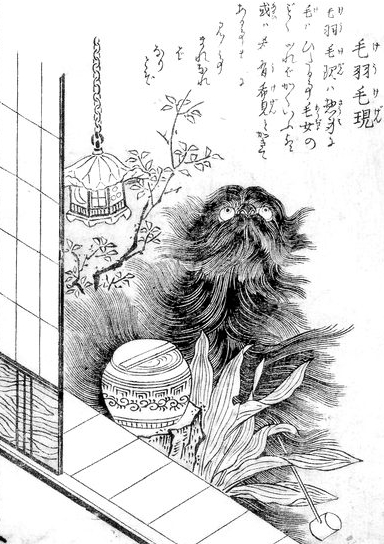
Keukegen (jap. 毛羽毛現)
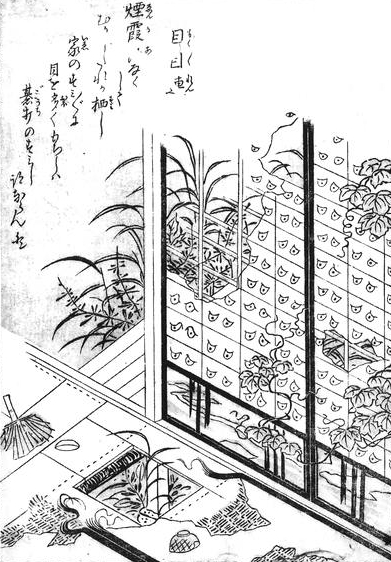
Mokumokuren (jap. 目目連)
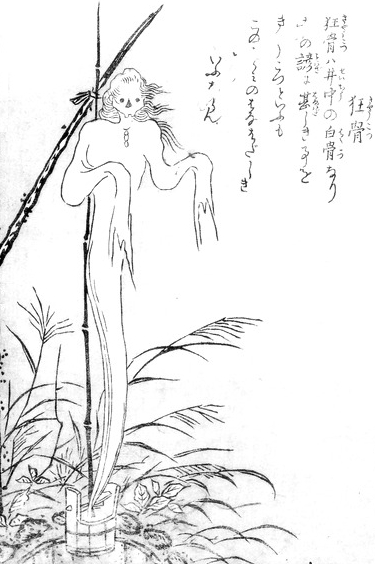
Kyōkotsu (jap. 狂骨)
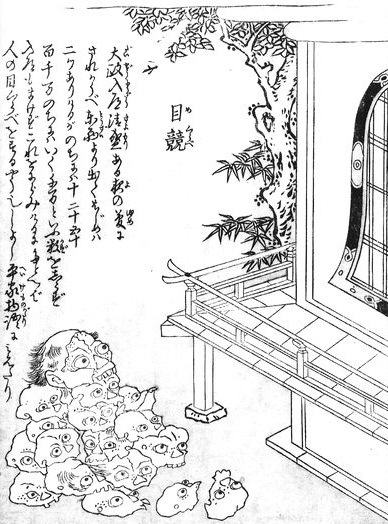
Mekurabe (jap. 目競)
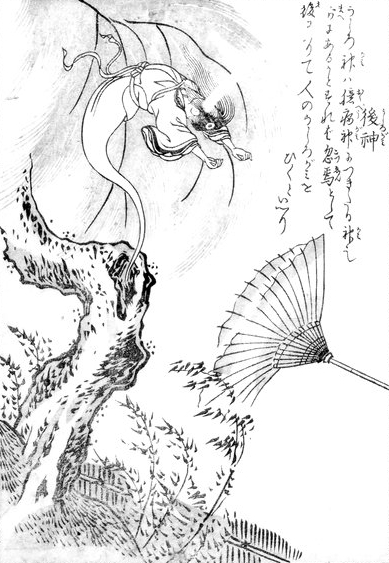
Ushiro-gami (jap. 後神)
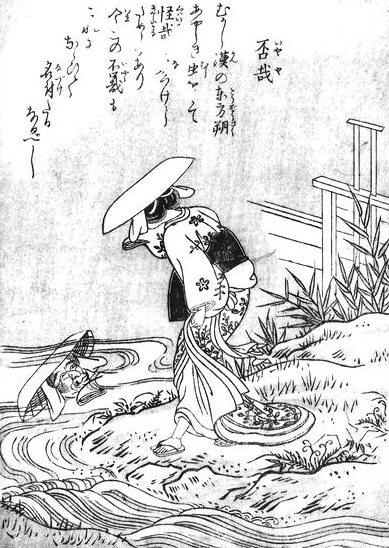
Iyaya (jap. 否哉)
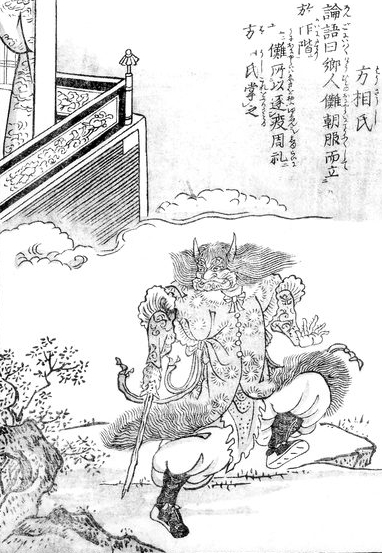
Hōsōshi (jap. 方相氏)
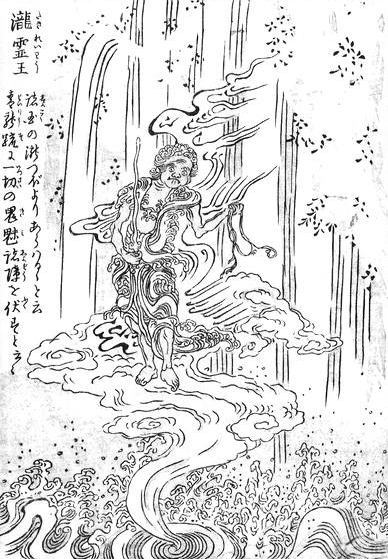
Takirei-ō (jap. 滝霊王)
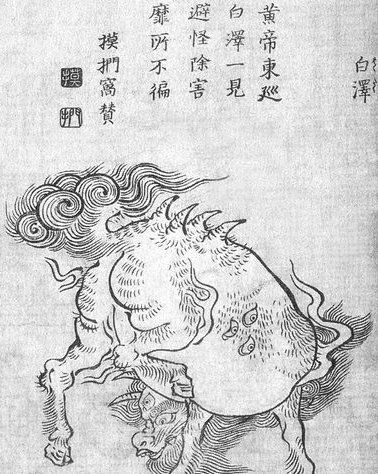
Hakutaku (jap. 白沢)
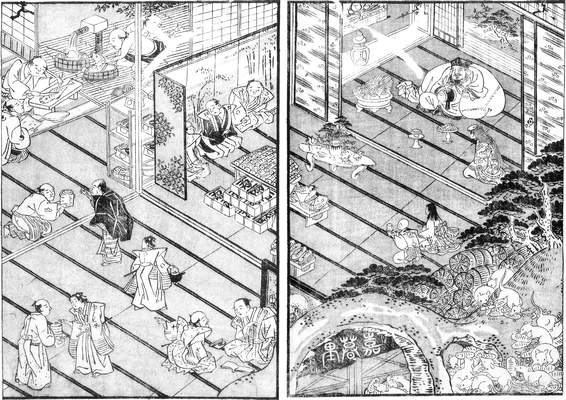
Kakurezato (jap. 隠里)